# 교문동
교문동(橋門洞)은 대한민국 경기도 구리시 서쪽에 서울특별시 광진구 광장동과 경계를 접하고 있는 동이다. 1986년 1월 1일 구리시 승격으로 아천리와 교문리가 합쳐져 행정동인 교문동이 되었으나, 1995년 3월 13일 교문동 일부와 아천동 전 지역이 교문1동으로, 그외의 지역은 교문2동으로 개편되었다.

## 역사

### 교문동의 역사

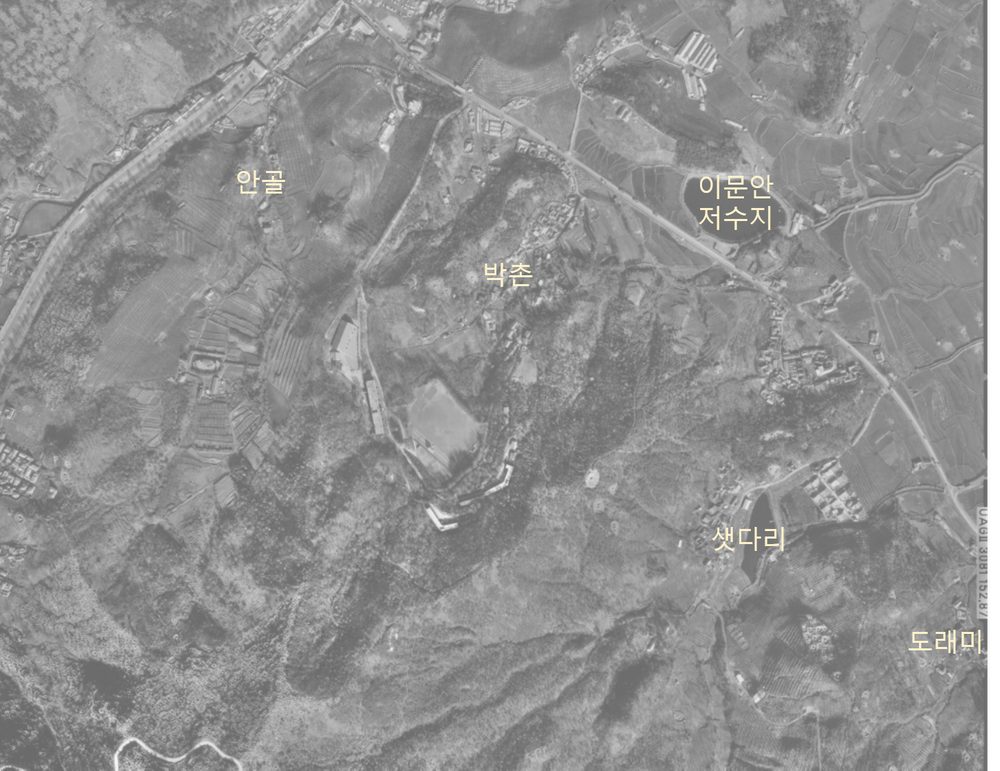
이문리의 지도

1914년 양주군 구지면 지역을 구지면의 구지면의 백교리(白橋里)와 이문리(里門里)에서 한글자씩 따와 교문리(橋門里)라 하였다.
백교리는 《선원이씨세보》에서는 대교(大橋)으로, 조선시대의 지도에는 한교(韓橋)로, 1880년 발간된 "구한말 지형도"에는 한교(寒橋)로, 규장각 고문서에는 일교(一橋)로 기록되어 있다. 현재는 한다리마을이라고 불리며, 대교의 이름에서 알 수 있듯이 어원은 '크다'라는 의미의 순우리말인 '한'으로 추정된다. 이 이름이 한교, 일교 등을 표기되어 오다가 일제시대에 백교(白橋), 흰다리로 불린 것이다. 
이문리는 샛다리마을이 중심지인데, 여기서 '샛'은 갈대로 이루어진 띠를 부르는 순우리말이다. 조선시대 지도에 세교(世橋)라고 표기된 것과, 승정원일기에서 구지면 세교리(細橋)라는 지명이 등장한 것으로 보아 과거 세교리라는 이름으로 불렸음을 알 수 있다. 안골, 박촌(아랫말), 샛다리, 도래미, 가능골, 갈매지 등이 과거 이문리의 영역이다.
아차산과 우미천리 전부, 토막리 일부지역을 병합 아천리라는 지명으로 구리면에 편제하여 현재 아천동이 되었다.

### 교문동의 간략한 연혁
- 1973년 7월 1일 구리면이 구리읍으로 승격[3]
- 1980년 4월 1일 양주군 구리읍이 남양주군 구리읍으로 분리[4]
- 1986년 1월 1일 구리읍 교문리가 구리시 교문동으로 승격
- 1995년 3월 13일 구리시 교문동이 지금의 교문1동과 교문2동으로 분리

## 법정동
- 아천동(峨川洞)
- 교문동

## 문화
- 동서울어린이천문대
- 고구려대장간마을

## 아파트
| 단지명                      | 건설사                | 시행사                | 주소                        | 입주       | 비고 |
| --------------------------- | --------------------- | --------------------- | --------------------------- | ---------- | ---- |
| 장자마을 1단지 금호베스트빌 | 금호산업              | 군인공제회            | 장자대로 38 (교문동)        | 2001년 9월 |      |
| 교문 금호어울림             | 금호산업              | 감사원직장주택조합    | 아차산로487번길 10 (교문동) | 2009년 4월 |      |
| 아차산 금호어울림           | 금호산업              | 교문지역주택조합      |                             | 2010년 9월 |      |
| 장자마을 2단지 동양         | 동양메이저㈜ 건설부문 | 동양메이저㈜ 건설부문 | 장자대로 66 (교문동)        | 2001년 8월 |      |
| 장자마을 3단지 신명         | ㈜신명종합건설        | ㈜신명종합건설        | 장자호수길 71 (교문동)      | 2001년 9월 |      |